# Noé-Nordberg

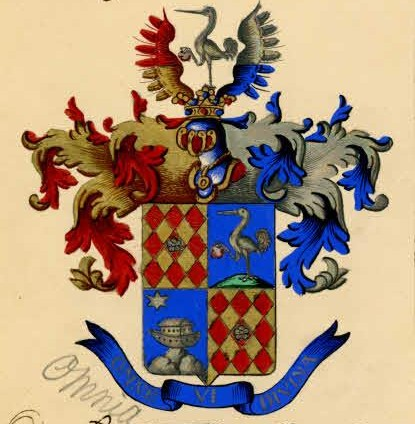
Wappen derer von Noé-Nordberg im Österreichischen Staatsarchiv

Noé, auch Noé-Nordberg (früher Noé Edle v. Nordberg, Noé Edle v. Archenegg, Ritter v. Noé), ist der Name eines Geschlechts, das zum ehemaligen österreichischen Adel zählt und bis heute existiert. Infolge des Adelsaufhebungsgesetzes 1919 führt die Familie heute zum Teil den Doppelnamen Noé-Nordberg.

## Geschichte
Die österreichische Familie Noé entstammt der Überlieferung nach einem gleichnamigen südfranzösischen Adelsgeschlecht, welches seit dem 11. Jh. in der Region Toulouse ansässig war. Der calvinistische Zweig der Familie (Hugenotten) flüchtete wahrscheinlich bereits Ende des 16. Jahrhunderts im Zuge der Religionskriege aus Frankreich. Die Familie wird in einer Abhandlung über Titel, Nobilitierungen und Pairs von 1905 unter dem Familienartikel Noé geführt. Darin wird auch der Zweig der Familie erwähnt, der nach Österreich ausgewandert ist.
Der erste, urkundlich nachweisbare Vorfahr, der in die von den Habsburgern beherrschte Markgrafschaft Mähren zuzog, ist Veit Noé, der 1590 das Bürgerrecht in Iglau erwarb. Nachdem die Familie zunächst bürgerlichen Berufen nachging, erlangte sie - nach erfolgtem Übertritt zur römisch-katholischen Kirche - erneut Rang und Ansehen.
Die weitere Nachkommenreihe führt über Veit Noés Sohn, den 1616 verehelichten Marcus Noé, einen „Tuchknapp“ in Iglau, zu dessen Sohn Jacob Noé (* 1626), einem Iglauer Brauer, weiter zu Matthias Noé (1663–1732), der das Weißgerbergewerbe (Glacélederherstellung) erlernte und nach Brünn zog, wo sein Sohn (Fabian) Sebastian Noé (1725–1766) das Gewerbe des Vaters fortsetzte. Mit Karl Franz Peter Noé, dem zweitgeborenen der drei Söhne Sebastians, beginnt der neuerliche Aufstieg dieses Geschlechts.

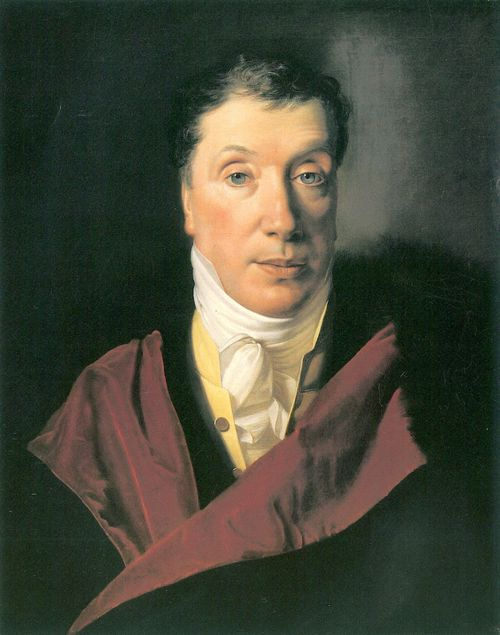
Bildnis des Herrn Joseph Noé (Öl auf Leinwand, Kunsthalle Bremen)

Karl Franz Peter genannt „Joseph“ Noé (1762–1840) trat 1786 eine Stelle bei der Staatsgüteradministration in Brünn an und stieg in diesem Verwaltungszweig allmählich in immer wichtigere Posten auf. Anfang des 19. Jh. ist er Amtsvorsteher bzw. Rentmeister der Herrschaften Klobouk und Konitz (Kr. Brünn u. Kr. Olmütz), die als säkularisierte ehemalige Kirchengüter dem Religionsfonds gehörten. 1805 nimmt er in Konitz Verwundete des französischen und russischen Heeres aus der Schlacht von Austerlitz auf. Als Rentmeister der Herrschaft Obrowitz (Kr. Brünn) hat er 1813 nochmals Gelegenheit Verwundete zu beherbergen. 1818 wird er an gleicher Stelle zum Amtsverweser ernannt. Unter seinen Verdiensten auf diesen Gütern wird besonders die Pflege der Schafzucht und die Verbreitung edlerer Obstsorten hervorgehoben. 1822 versetzt man ihn als Kameralamtmann zur Herrschaft Altbrünn (Kr. Olmütz). Hier nimmt er als Oberbeamter zum ersten Male eine leitende Stelle ein, tritt jedoch bereits vier Jahre später nach vierzigjährigem Staatsdienst in den Ruhestand, da Altbrünn aus dem Religionsfonds verkauft wird. Im Ruhestand erreicht ihn die ehrenvolle Ernennung zum Mitglied der Mährisch - Schlesischen Ackerbaugesellschaft, 1833 sprach ihm Kaiser Ferdinand schließlich seine „Allerhöchste Zufriedenheit“ aus. Karl Franz Peter verstarb 78-jährig in Baden bei Wien.
In den Jahren 1797 bis 1807 hatte ihm seine Frau Katharina Noé, geb. Leitner v. Lettenau (1759–1840), Tochter eines Gubernialrates, vier prächtige Söhne geboren, die alle in den Staatsdienst getreten waren und – mit einer Ausnahme – jeweils für sich und ihre Nachkommen den österreichischen Adel erlangten:
- August(in) Ernst Noé (ab 1855 Ritter von Noé), nachmaliger k.k. Sektionschef beim Armeeoberkommando in Wien,
- Karl Gustav Noé (ab 1836 Noé Edler von Nordberg), nachmaliger k.k. Ministerialrat und Stadthauptmann (Polizeidirektor) von Wien,
- Eduard Noé, nachmaliger Generalkriegskassendirektor in Venedig,
- Adolf Noé (ab 1876 Noé Edler von Archenegg), k.k. Oberstabsarzt

Die Familie Noé-Archenegg ist inzwischen im Mannesstamm erloschen, während die Noé (ehem. Ritter v. Noé) und Noé-Nordberg fortbestehen.

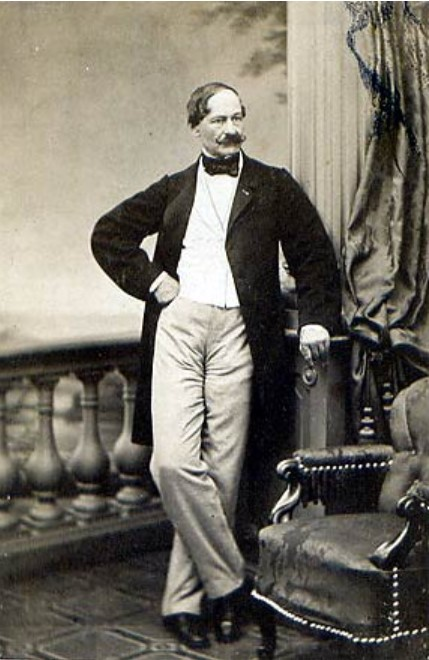
Karl Gustav Noé Edler v. Nordberg (1798–1885)

Als bedeutender Vertreter der Familie gilt Karl Gustav Noé (1798 – 1885), der zum Ahnherr der Familie Noé-Nordberg wurde und als Jurist ab 1822 bei der Wiener Polizeibehörde Karriere machte. Als er als Botschafter nach Paris gehen sollte, war man am Wiener Hof der Meinung, dass dies mit einem französischen Namen nicht passend sei und man einigte sich mit ihm darauf, dass er für seine Entsendung nach Paris den Namen Nordberg als Pseudonym verwenden sollte. 1833–41 leitete er den auf Veranlassung des österreichischen Außenministers und späteren Staatskanzlers Klemens Wenzel Lothar von Metternich eingerichteten Geheimdienst, der von Mainz aus operierte und als Mainzer Informations-Bureau (MIB) bekannt wurde. Sein Konfidentennetz überspannte Frankreich, Belgien, England, Italien, Spanien und die Schweiz. In dieser Funktion wurde er mit vielen heiklen Missionen betraut. Im Oktober 1841 wurde er als Leiter abgesetzt und ging nach Wien zurück. Im Anschluss daran machte er in der Polizeidirektion Karriere und wurde auch in Innsbruck und Linz eingesetzt. Auf Vorschlag von Franz Seraph von Stadion 1849 zum Stadthptm. von Wien ernannt, wirkte er ab 1850 im Innenministerium. Karl Noé wurde vielfach geehrt und ausgezeichnet und unter anderem zum Ehrenbürger von Innsbruck ernannt. Er galt als sehr gebildet, beherrschte sechs Sprachen und führte in Wien später ein großes Haus. Er war auch mit dem Dramatiker und Lyriker Friedrich Hebbel bekannt, der ihn in seinen Tagebüchern als „geistreichen Mann“ beschrieb. Karl Noé wurde 1836 von Franz dem Ersten, mit dem Prädikat Edler von Nordberg in den Adelsstand erhoben. Im Jahr 1899 wurde in Wien-Alsergrund (9. Bezirk) die Nordbergstraße nach ihm benannt, welche heute noch so heißt.

## Besitzungen
Karl Gustav Noé v. Nordberg wurde im Zusammenhang mit seiner 1850 überraschend erfolgten Enthebung als Stadthauptmann von Wien unter anderem vorgeworfen, regen Handel mit Landgütern betrieben zu haben. So steht fest, dass er nachstehende Besitztümer sein Eigen genannt hat (wenn auch nicht alle gleichzeitig): Eine Villa am Traunsee, die er 1855 an den deutschen Dramatiker Friedrich Hebbel veräußert hatte, der hier seine Nibelungen-Trilogie und das Epos "Mutter und Kind" schrieb. Weiter erwarb er einen Besitz im oberen Wienerwald mit Kalkgrube, besaß Schloss Friedstein bei Stainach - Irdning (1841–1860), Schloss Bertholdstein in der Oststeiermark (1856–1871) und Schloss Szompács in Ungarn.
Karl Gustavs erstgeborener Sohn Karl Maria (1836–1905), erwarb nach dem Verkauf von Gut und Schloss Bertholdstein 1871 die in der Untersteiermark im heutigen Slowenien gelegenen Güter Eggenstein und Thurn-Schallegg sowie die sog. „Villa Bianca“ bei Wöllan (Velenje), in welcher sein Vater die letzten Lebensjahre verbrachte. Sein zweitgeborener Sohn Arthur (* 1841) war kurzzeitig Eigentümer von Schloss Frauenhofen bei Tulln in Niederösterreich.
Nach Karl Gustavs Tod 1885 übersiedelte die Familie nach Wolfsberg in Kärnten, wo der erwähnte Karl Maria, der seinen Dienst als k.k. Oberstleutnant quittierte, die Stelle des Postmeisters (ab 1890 Poststatthalters) antrat und neuerlich einen Landbesitz und eine Jagd in Preitenegg erwarb. Die sog. „Alm“ steht heute noch im Eigentum seiner Nachkommen.
Karl Marias fünfter und jüngster Sohn Konrad Noé (v.) Nordberg (1886–1951) erwarb schließlich von dessen kinderlos gebliebener Großtante Hedwig v. Asboth, geb. Freiin v. Spillmann, die beiden im nördlichen Waldviertel (Bezirk Waidhofen a.d. Thaya, N.Ö.) gelegenen benachbarten Güter Grünau (1922 durch Kauf) und Meires (1940 im Erbwege). Dessen Sohn Konrad Noé-Nordberg (1927–2009) vererbte das etwa zu gleichen Teilen aus Feldbesitz, Waldbesitz und Teichen mit der dazugehörigen Karpfenproduktion umfassende Gut Meires-Grünau samt Hof und Schüttkasten in Meires an seinen Sohn Nikolaus Noé-Nordberg (* 1976). Schloss Meires hingegen wurde 1974 an den Geschäftsmann Arnfried Spiegel verkauft und gelangte 2011 an den Erfolgsregisseur, Drehbuchautor und Oscarpreisträger Michael Haneke, welcher das von ihm umfassend renovierte Anwesen seitdem als ständigen Wohnsitz nutzt.
Das bereits im Verfall begriffene ehemalige Wasserschloss Grünau verkaufte der erwähnte Konrad Noé-Nordberg 1968 an seinen Bruder Mario Noé - Nordberg (1928–1977). Schloss Grünau wurde danach vorbildlich instand gesetzt und dient heute dessen Sohn Mario Noé-Nordberg (* 1961) und seiner Familie als ständiger Wohnsitz. Derzeitiger Eigentümer ist dessen Sohn Cuno Noé-Nordberg (* 1994). Die von Mario Noé-Nordbergs Frau Carin Noé-Nordberg, geb. Scharitzer (* 1966) im Jahr 2006 erworbene, vormals zum Gut Meires gehörige sog. „Neumühle“, wurde für Wohnzwecke adaptiert und steht derzeit im Eigentum ihrer Tochter Clara Montecuccoli-Laderchi, geb. Noé-Nordberg (* 1996).

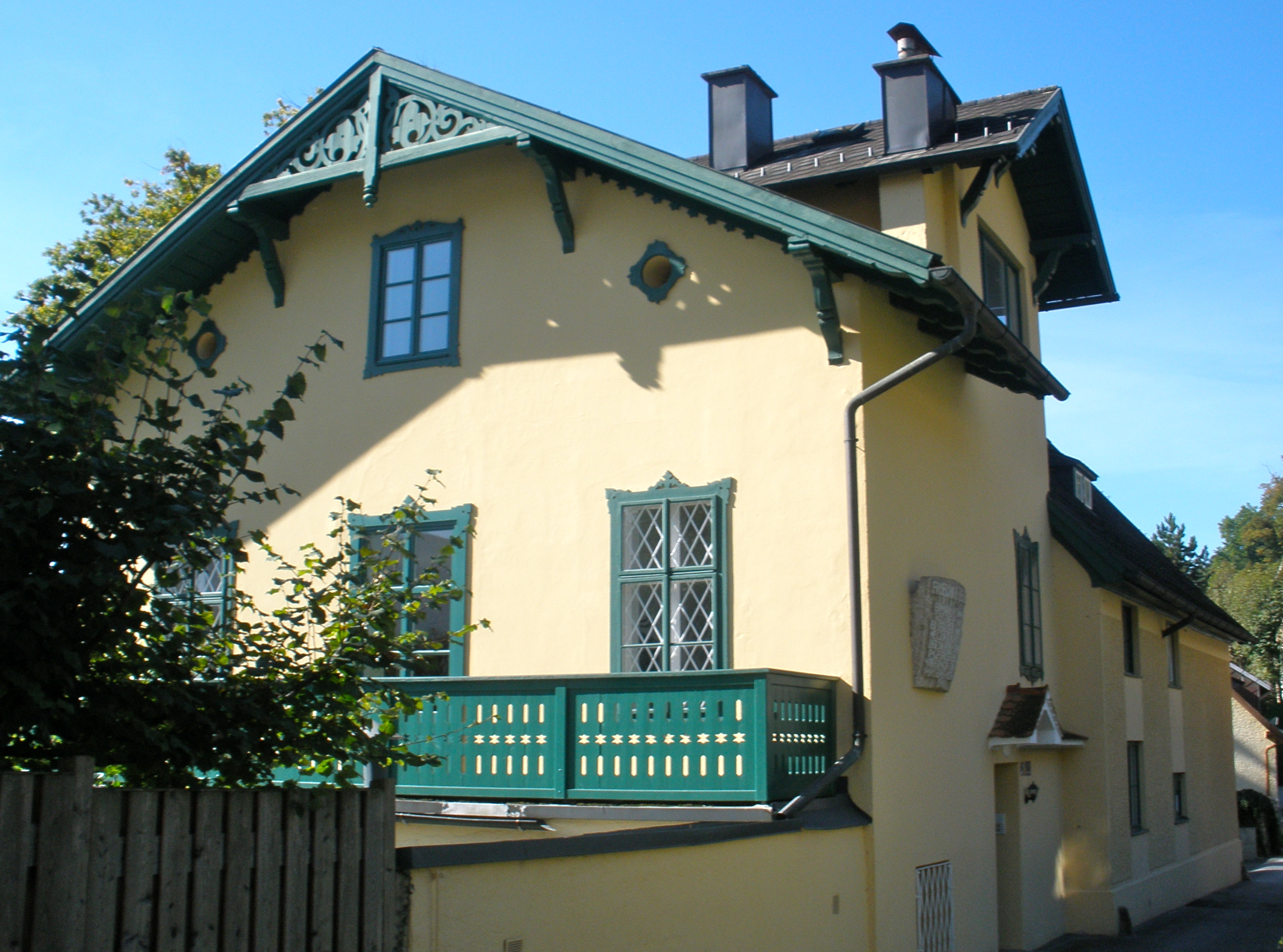
Hebbelhaus in Gmunden am Traunsee
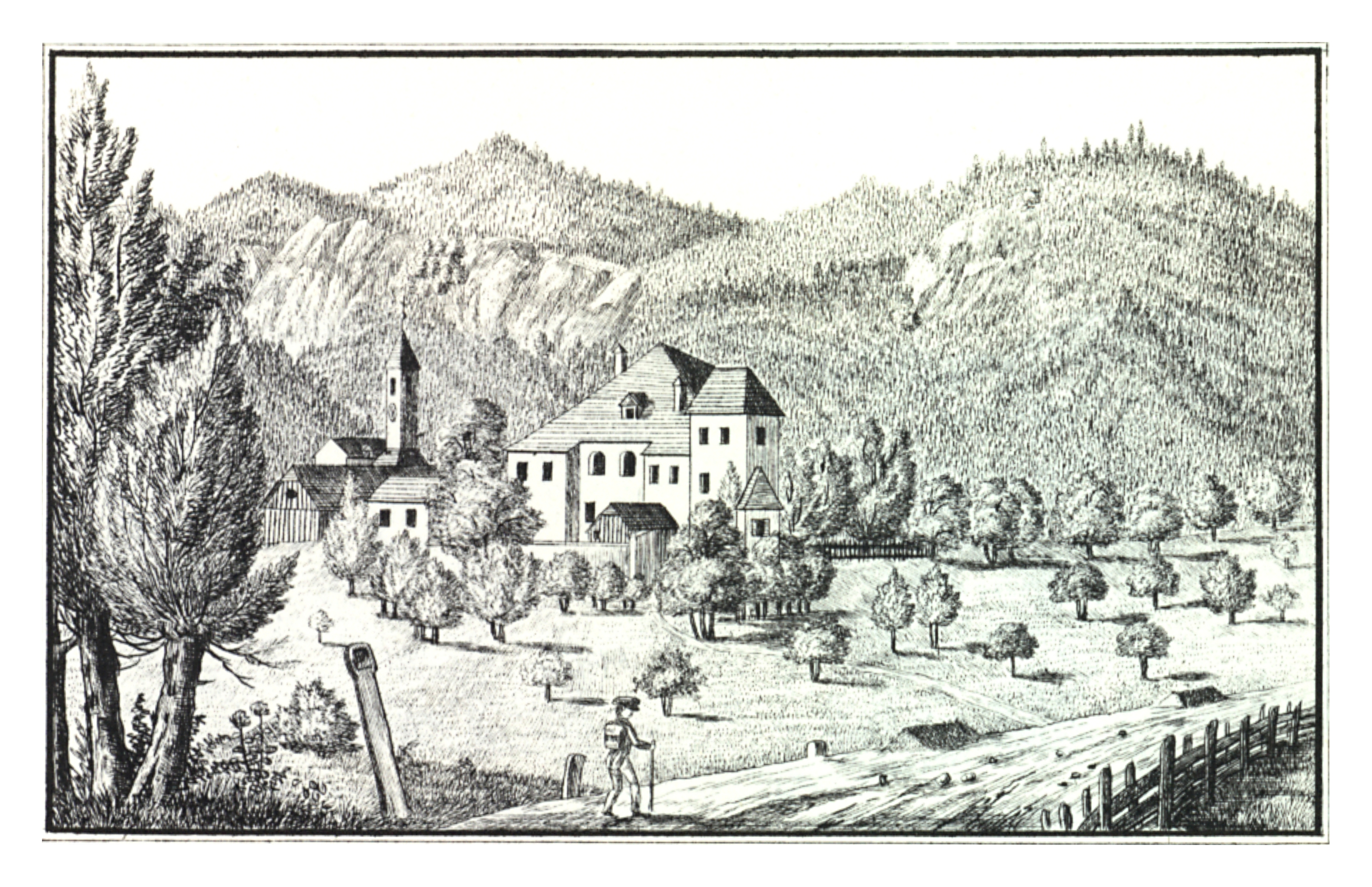
Schloss Friedstein
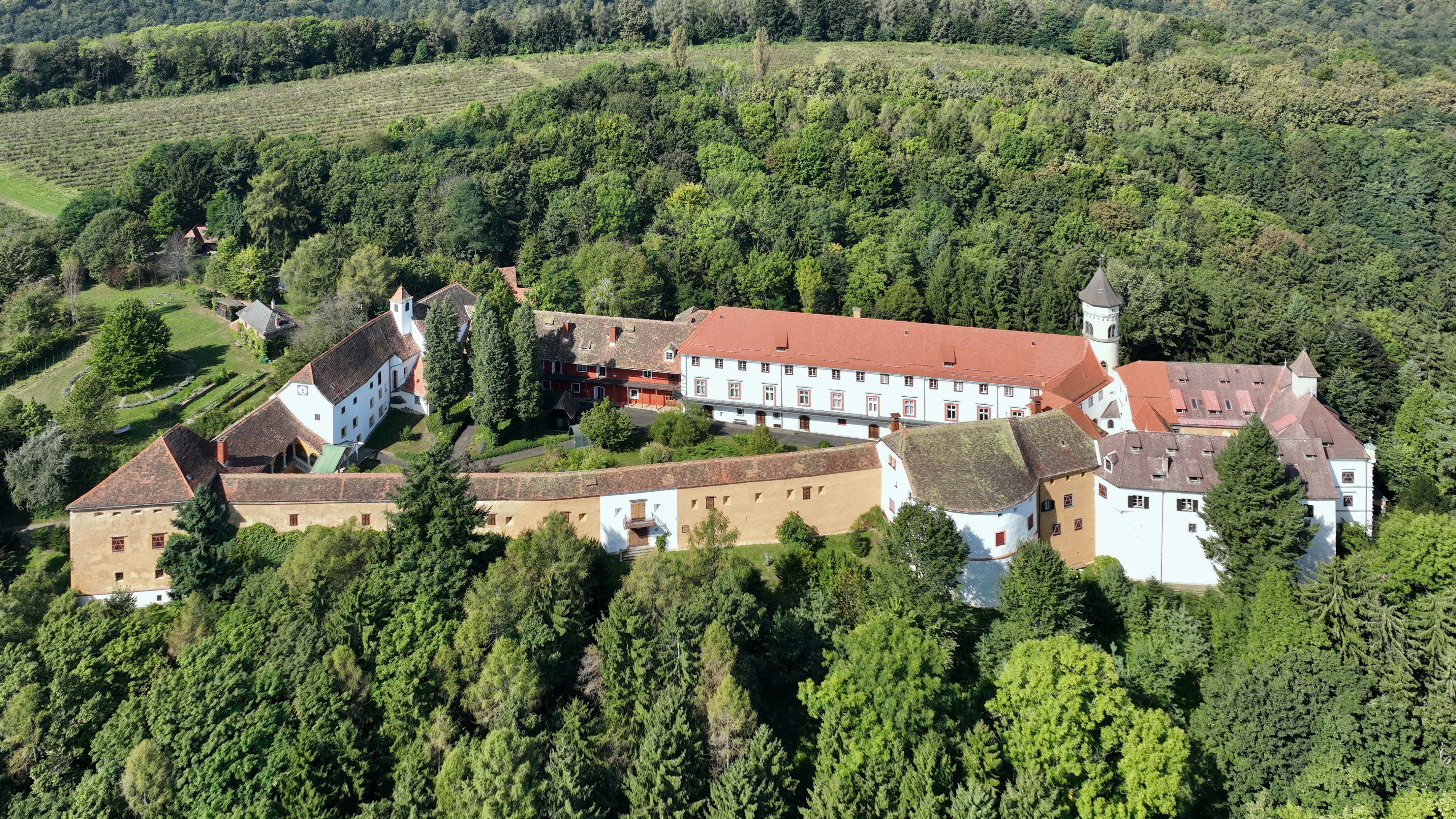
Schloss Bertholdstein (Oststeiermark)
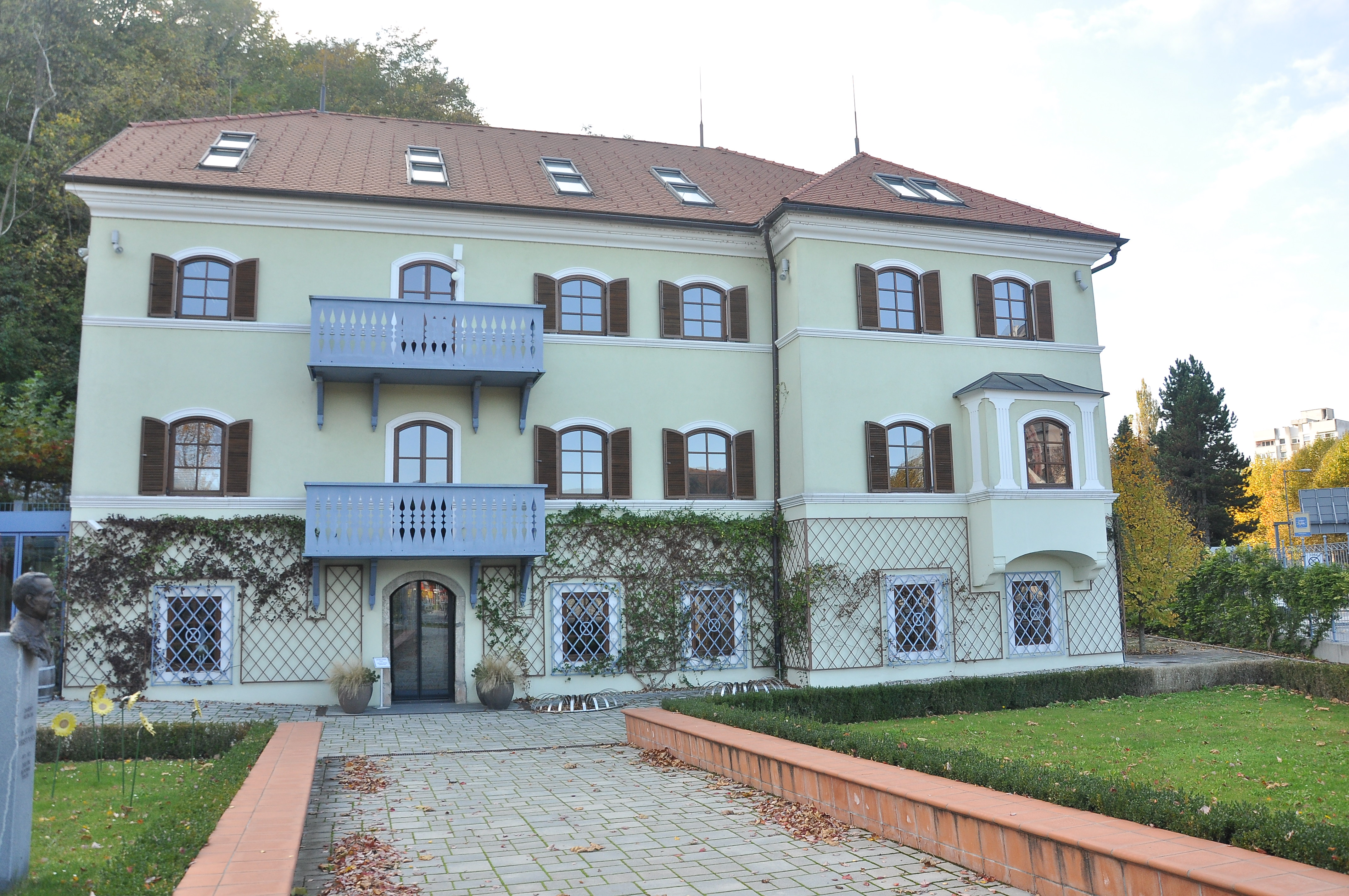
Villa Bianca (Velenje)
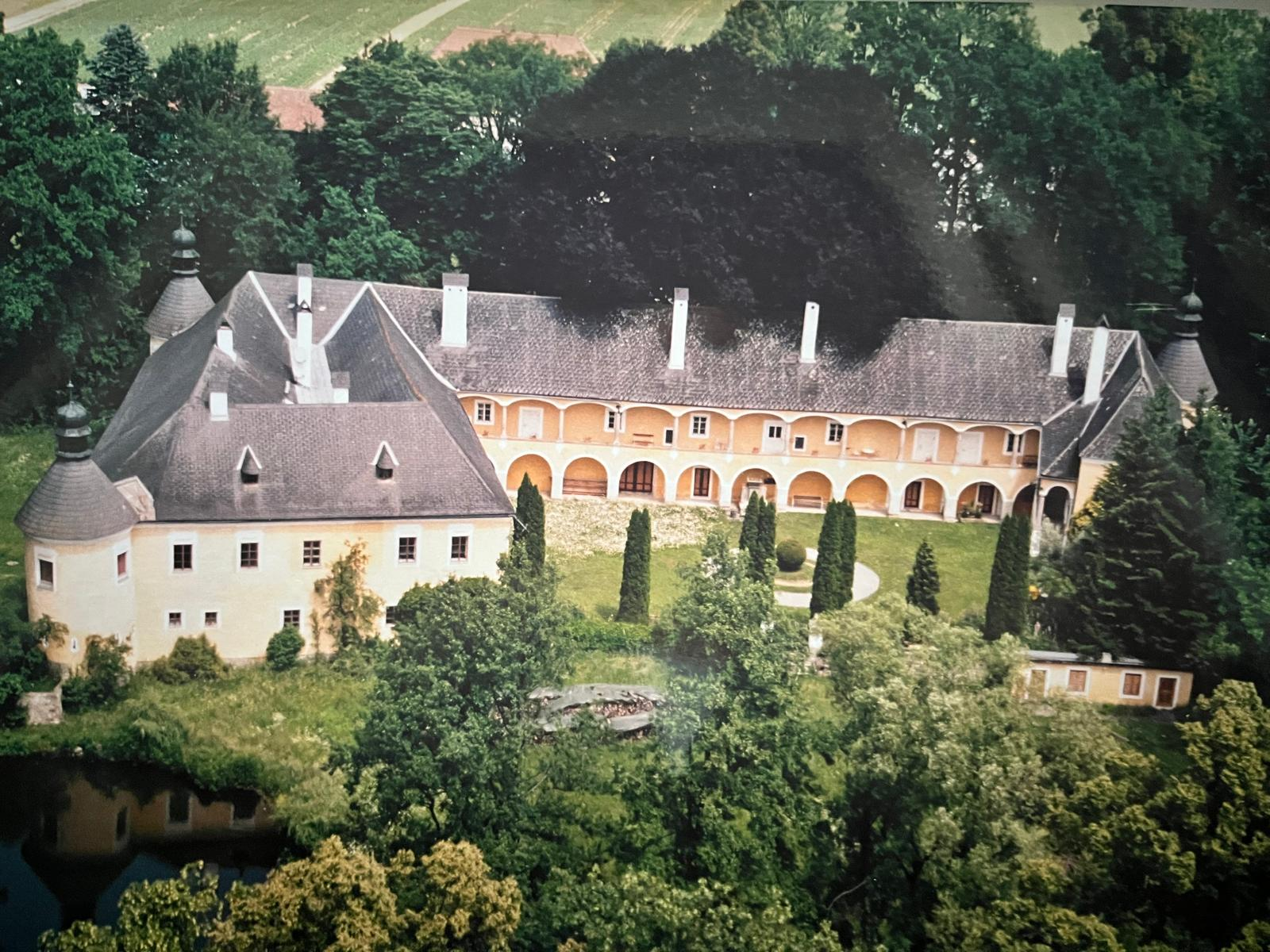
Schloss Meires (um 1980)
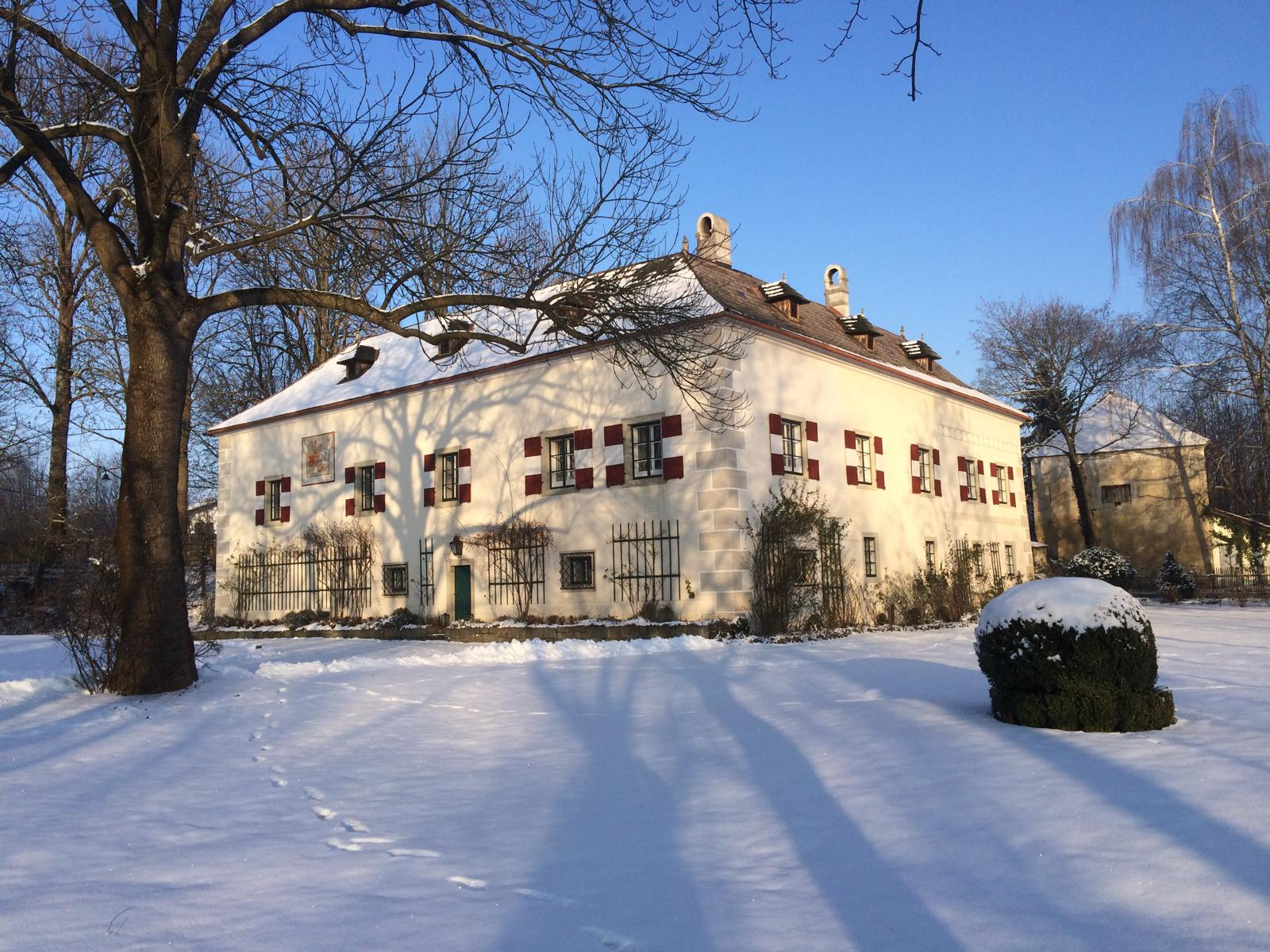
Schloss Grünau
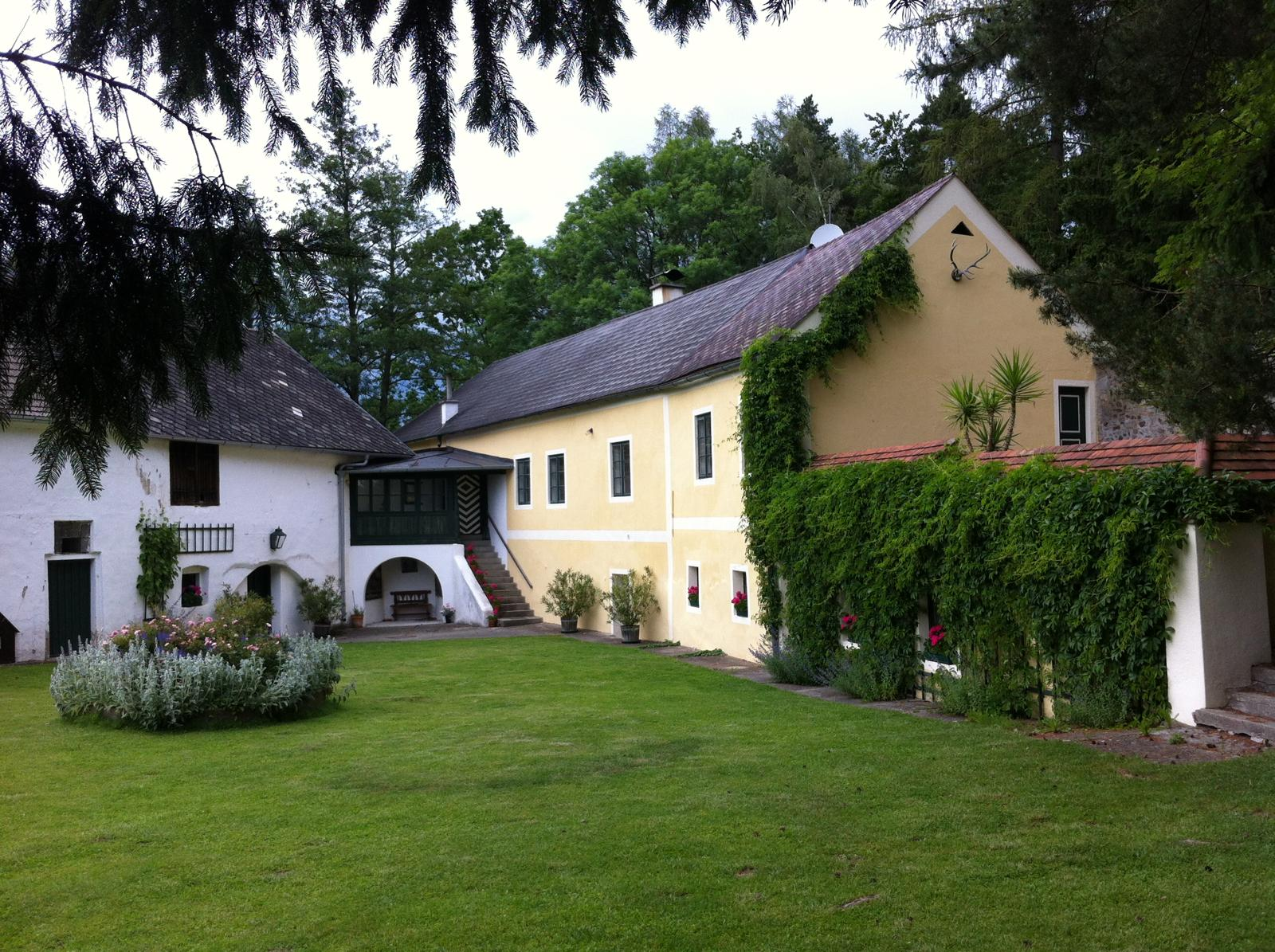
Neumühle bei Meires

## Wappen
Beschreibung des adeligen Wappens des k.k. Rathes u. Wiener Polizei-Oberkomissärs Karl Gustav Noé Edlen v. Nordberg. Blasonierung: Geviert. Felder 1 und 4 in Gold drei Reihen von jeweils drei roten Rauten, die mittlere mit einer goldenen Rose belegt; Feld 2 in Blau ein auf grünem Berg stehender silberner Kranich, der in der rechten Kralle einen Stein hält; Feld 3 auf silbernen Dreiberg die Arche Noah, oben rechts ein silberner Stern. Auf dem gekrönten Helm mit rechts rot-goldenen und links blau-silbernen Helmdecken der Kranich mit Stein vom Schild zwischen einem offenen Flug, der rechte Flügel von Rot und Gold, der linke von Silber und Blau geteilt. Der Wahlspruch lautet: Omnia Vi Divina (Alles durch göttliche Kraft).

Wappendarstellungen der Familie Noé
Stammwappen der Familie de Noé (aus wikipedia.fr)
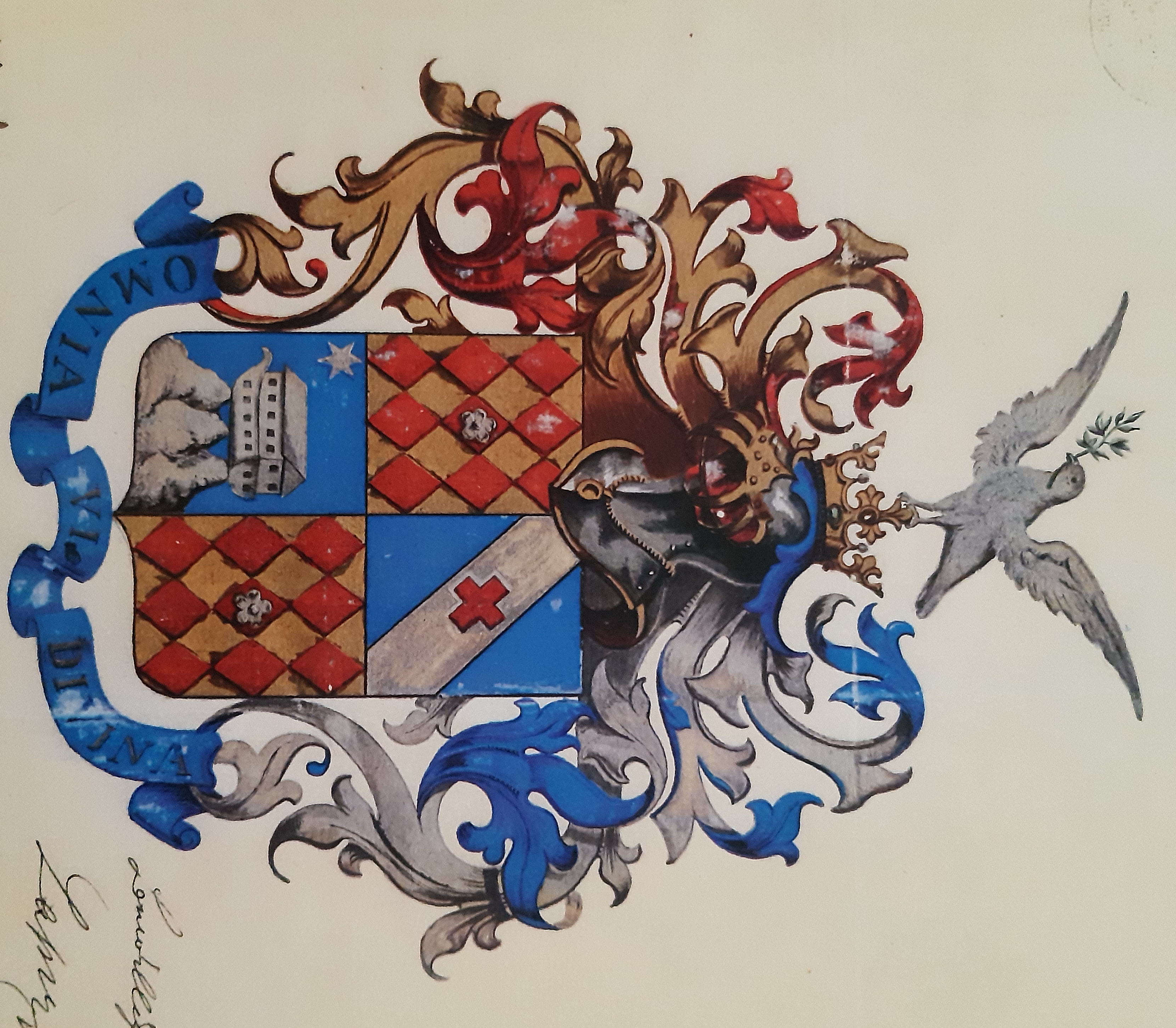
Wappendarstellung der Noé Edlen von Archenegg (im Österreichischen Staatsarchiv)
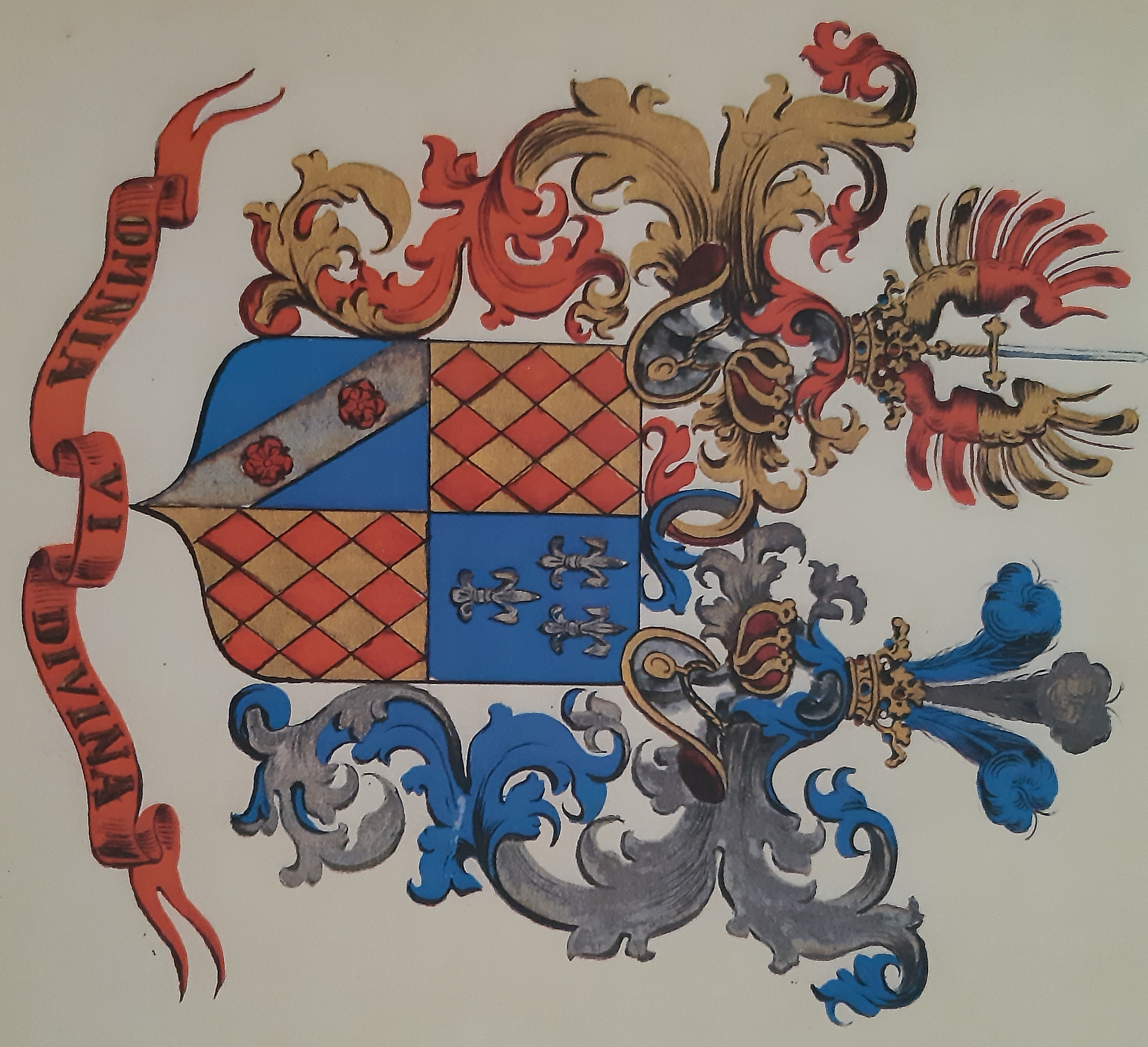
Wappendarstellung Ritter von Noé (im Österreichischen Staatsarchiv)
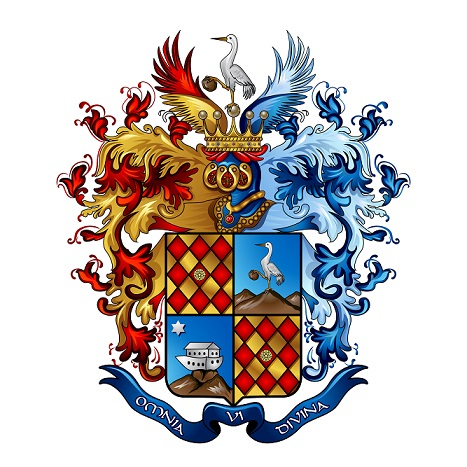
Wappendarstellung der Noé Edlen von Nordberg, graphische Neuerstellung nach alten Vorlagen und Beschreibungen

Weitere Wappendarstellungen in Schloss Grünau
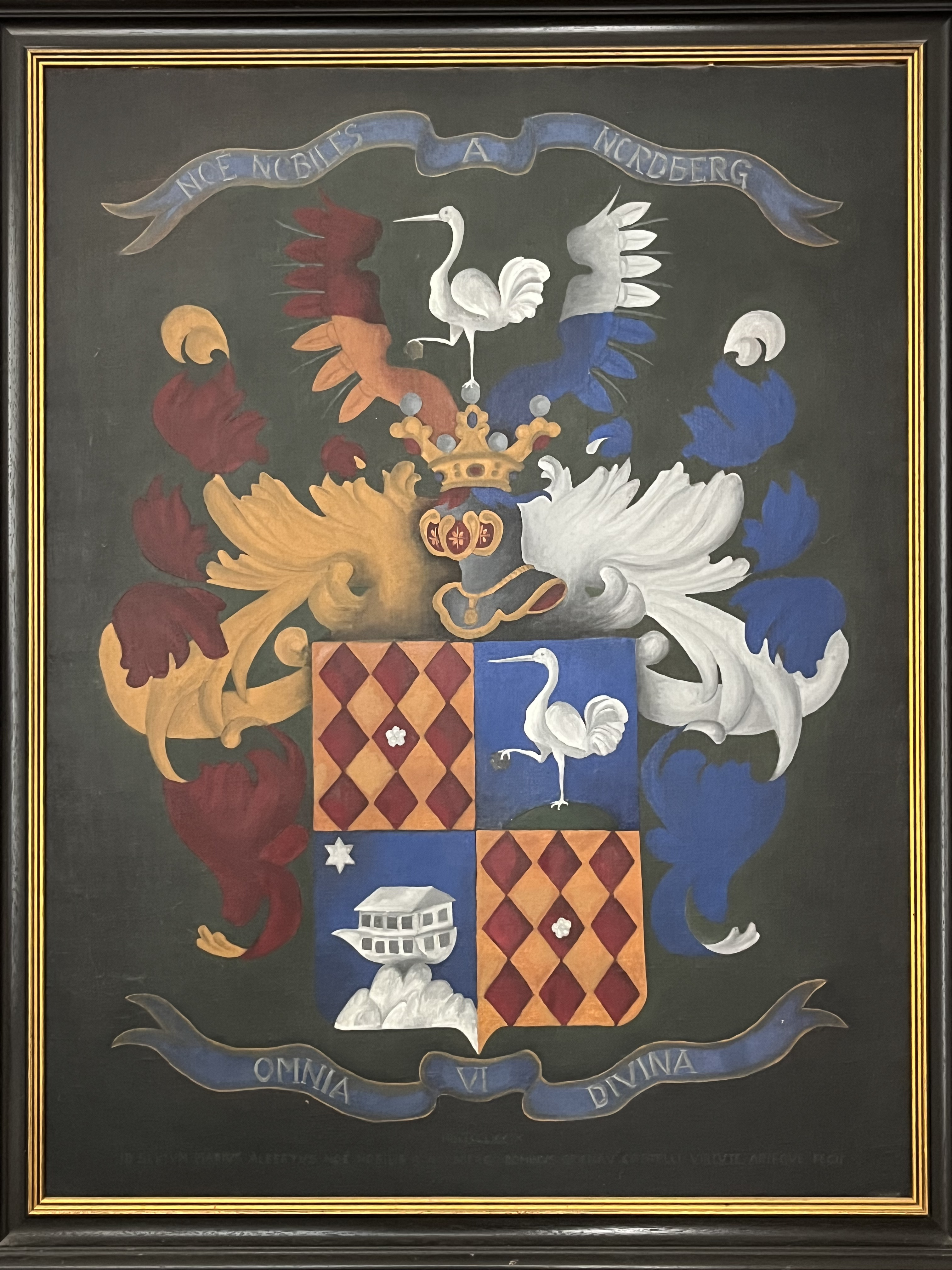
Wappen Noé-Nordberg nach einem Ölgemälde (1979)
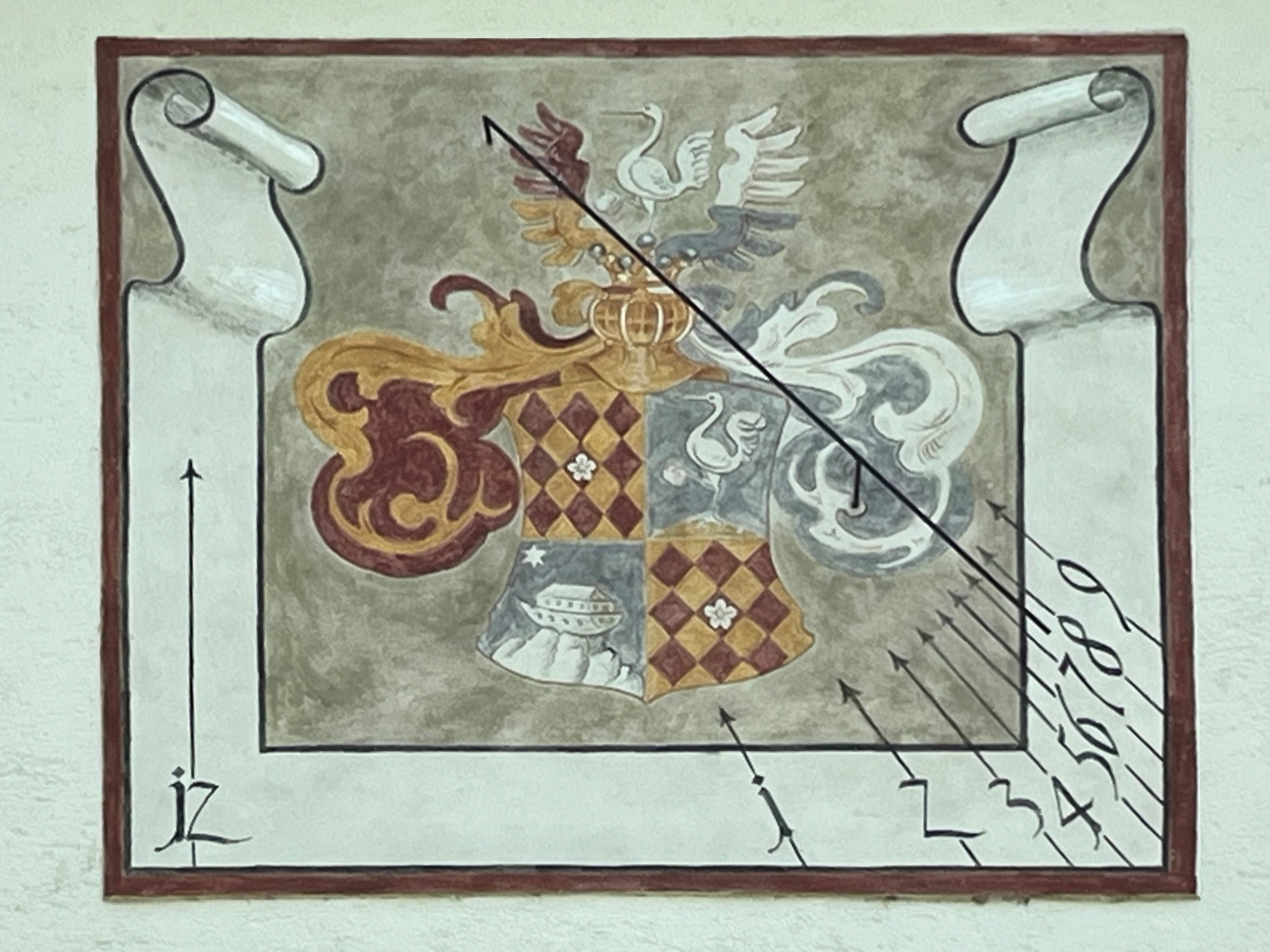
Sonnenuhr mit Wappendarstellung Noé-Nordberg

## Nachfahren
Bekannteste Nachfahren des Adelsgeschlechts sind die Schauspieler Maximilian Schell und Maria Schell, deren Mutter Margarethe Noé von Nordberg war, sowie Hermann Noé-Nordberg (* 4. Jänner 1907 in Klagenfurt, † 10. Juli 1998 in Wien), Professor an der Musikhochschule in Wien und sein Sohn Kurt (1946 – 2010), der über 30 Jahre innovativer Geist des Österreichischen Automobil-, Motorrad- und Touring Club war und als Gründer der ÖAMTC-Flugrettung unter dem Dach des Christophorus Flugrettungsverein gilt.